# VistaPE
VistaPE è un progetto (insieme di script) per WinBuilder per creare un Live CD basato su Windows Vista.
VistaPE è simile a WinPE 2.0 (da Microsoft), ma ha una interface grafica, estesa serie di dispositivi supportati e funzioni, e in grado di eseguire quasi qualsiasi programma di Windows.

## Caratteristiche
- Possibilità di per intero o parzialmente a carico VistaPE avvio in memoria (boot.wim)
- Supporto per un gran numero di SATA / RAID / SCSI / NIC driver
- In grado di leggere e scrivere su partizioni NTFS/FAT32/FAT/Ext2/Ext3
- Completo supporto di rete
- Il rilevamento automatico (PnP)
- Fare il boot da CD / HDD / UFD / Rete
- La compatibilità con Microsoft Windows Vista
- Una vasta gamma di programmi e di conchiglie (Explorer, LiteStep, BS Explorer...)
- Nessun limite per quanto riguarda il numero massimo di processi aperti
- Creazione automatica dei collegamenti per i programmi
- Capacità di rimuovere VistaPE supporto di boot VistaPE mentre è in esecuzione (utilizzando boot.wim)
- Completo supporto multilingua